# Peter Withe
Peter Withe [uitspraak: 'wɪð] (Liverpool, 30 augustus 1951) is een Engels voormalig voetballer en voetbalcoach. Hij speelde als aanvaller. In 1982 won hij de Europacup I / UEFA Champions League met Aston Villa. Withe maakte het enige doelpunt in de finale tegen Bayern München.

## Clubcarrière
Peter Withe, geboren in Liverpool en naar gestalte een grote aanvaller (1,88 m), was profvoetballer van 1970 tot 1991 en maakte voornamelijk furore als aanvaller van twee bepaalde clubs: Nottingham Forest onder trainer Brian Clough en Aston Villa onder de trainers Ron Saunders en Tony Barton.
Met Nottingham Forest werd de aanvaller Engels landskampioen (Football League First Division) in 1978 en datzelfde jaar won hij de Football League Cup. Bij Forest vestigde Withe een ongeslagen competitierecord van 42 wedstrijden zonder nederlaag. Tussen 1976 en 1978 maakte hij 28 doelpunten uit 75 competitiewedstrijden. Tijdens zijn periode bij Aston Villa (1980–1985) deed Withe het zowaar nog beter. Hij maakte 74 doelpunten in vijf seizoenen bij de club uit Birmingham en veroverde in 1981 eerst de landstitel onder Saunders om een jaar later met Aston Villa de sterren van Bayern München droog te overklassen in de finale van de Europacup I / UEFA Champions League. Saunders werd reeds opgevolgd door zijn assistent-coach Tony Barton omdat de competitieresultaten tegenvielen door mogelijk decompressie na het behalen van de titel. Niettemin was het succes onder assistent-coach Barton nog groter te noemen. Withe scoorde het enige doelpunt van de finale. Voordat hij succes ervoer op eigen bodem, won Withe in 1975 de North American Soccer League met Portland Timbers uit de Verenigde Staten. Net voor hij bij Aston Villa tekende, was hij twee jaar actief bij Newcastle United. Aan Tyneside scoorde Withe eveneens aan de lopende band (25 goals uit 76 wedstrijden). Withe speelde voorts bij Birmingham City (1975–1976), de rivaal van Aston Villa, en Sheffield United (1985–1989). In 1991 stopte hij met voetballen bij Aston Villa.

## Interlandcarrière
Withe mocht in totaal elf keer het plunje van het Engels voetbalelftal aantrekken. Op 27 april 1983 maakte hij zijn enige interlanddoelpunt tegen Hongarije. Engeland won met 2−0, het andere doelpunt kwam op naam van Trevor Francis. Zijn laatste interland vond plaats op 14 november 1984 tegen Turkije. Engeland gaf de Turken die dag een 8–0 bolwassing in het BJK Inönüstadion in Istanboel. Hij maakte deel uit van de selectie op het wereldkampioenschap voetbal 1982 in Spanje, waar Engeland de tweede groepsfase niet overleefde.

## Trainerscarrière
Withe stapte na het beëindigden van zijn spelerscarrière, in 1991, het trainersvak in. In het seizoen 1991/92 had de voormalige spits de leiding over eersteklasser Wimbledon. In 1992 volgde de Ier Joe Kinnear hem op.
Van 1998 tot 2003 was hij bondscoach van het Thais voetbalelftal. Hiermee won Withe het Zuidoost-Aziatisch kampioenschap voetbal in 2000 en 2002.
Withe was tussen 2004 en 2007 bondscoach van het Indonesisch voetbalelftal.

## Erelijst

### Speler
Portland Timbers
- North American Soccer League: 1975

Nottingham Forest
- Football League First Division: 1977/78
- League Cup: 1977/78
- FA Charity Shield: 1978
- Anglo Scottish Cup: 1976

Aston Villa
- Football League First Division: 1980/81
- FA Charity Shield: 1981
- Europacup I / UEFA Champions League: 1981/82
- UEFA Super Cup: 1982

### Trainer
Thailand
- Zuidoost-Aziatisch kampioenschap voetbal: 2000, 2002